# سبجيل
السِّبْجِيل هو جنس من النباتات المزهرة في الفصيلة اللوغانية. يحتوي على نحو 60 نوعًا، موزعة على الأجزاء الأكثر دفئًا من الأمريكتين، من خط عرض بوينس أيرس إلى جنوب الولايات المتحدة.

## الأنواع
من أنواعه:
- سبجيل طبي
- سبجيل مريلند